# Max Jordan

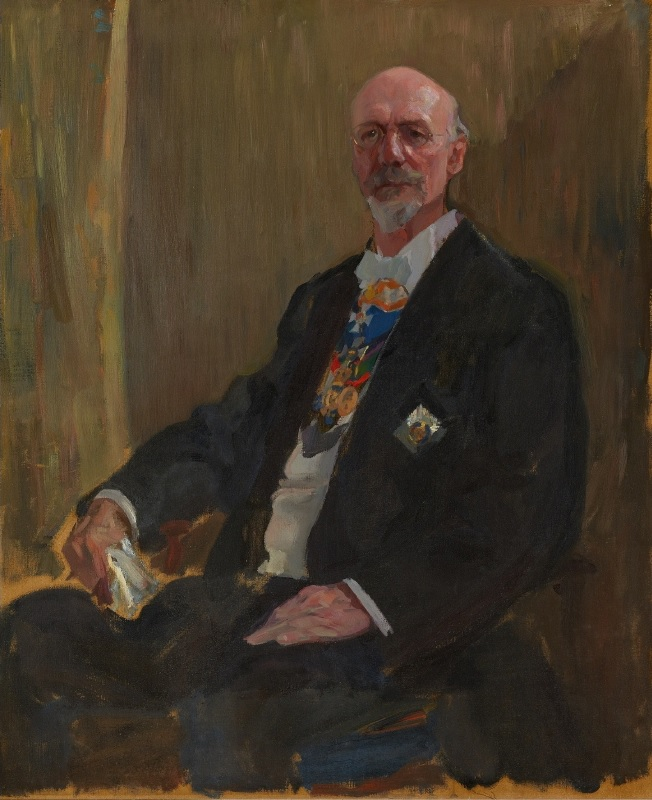
Max Jordan, gemalt von Wilhelm Jordan

Max Jordan (* 19. Juni 1837 in Dresden; † 11. November 1906 in Steglitz) war ein deutscher Kunsthistoriker. Er war von 1874 bis 1895 Direktor der Berliner Nationalgalerie.

## Leben
Max Jordan wurde am 19. Juni 1837 in Dresden als Sohn des Kaufmanns Gottfried Jordan geboren, der mit seinem Schwager Timäus die Schokoladenfabrik Jordan & Timaeus gründete. Er besuchte die Krausesche Lehr- und Erziehungsanstalt und die Kreuzschule in Dresden, an der er 1855 das Abitur ablegte. Während dieser Zeit beschäftigte er sich intensiv mit den Kurzschriftsystemen von Heinrich August Wilhelm Stolze und Franz Xaver Gabelsberger und veröffentlichte 1852 als Manuskript für seine Freunde seinen Versuch zur Einigung der beiden deutschen Stenographie-Systeme. Zeitlebens benutzte er fortan allerdings hauptsächlich die Gabelsbergersche Stenografie für Notizen, Konzepte, Entwürfe, Exzerpte etc.
Ab 1856 studierte er unter anderem Geschichte an den Universitäten Berlin, Bonn, Leipzig und Jena. Während seines Studiums wurde er 1856 Mitglied der Burschenschaft Teutonia Jena. 1859 wurde er bei Professor Johann Gustav Bernhard Droysen mit der Dissertation Das Königtum Georg von Podiebrad. Ein Beitrag zur Geschichte der Entwicklung des Staates gegenüber der katholischen Kirche zum Dr. phil. promoviert.
1861 unternahm Jordan eine längere Studienreise durch Italien, die ausschlaggebend für den Wechsel seines Studiums hin zur Kunstgeschichte wurde. Nach der Rückkehr im Spätsommer 1861 heiratete er Agnes Preuß und kam in engere Beziehungen zu Gustav Freytag, den er bereits während seiner Leipziger Studienzeit kennengelernt hatte. 1864 trat er in die Redaktion der von Freytag geleiteten Zeitschrift Die Grenzboten ein.
Im Zuge des Verkaufs der Zeitschrift Die Grenzboten 1870 schied er aus der Redaktion aus und wandte sich hauptsächlich kunsthistorischen Arbeiten zu. Am 1. März 1871 wurde er mit der Leitung des städtischen Museums in Leipzig betraut. 1872 legte Jordan seine Habilitationsschrift Untersuchungen über das Malerbuch des Leonardo da Vinci vor und war seither Dozent der Leipziger Universität.
1874 wurde Jordan zum Direktor der königlichen Nationalgalerie in Berlin berufen und fünf Jahre später zum Mitglied des Senats der königlichen Akademie der bildenden Künste ernannt. Das preußische Kultusministerium verlieh ihm 1880 den Titel eines „Vortragenden und Geheimen Regierungsrats“ und 1885 den eines „Geheimen Oberregierungsrates“.

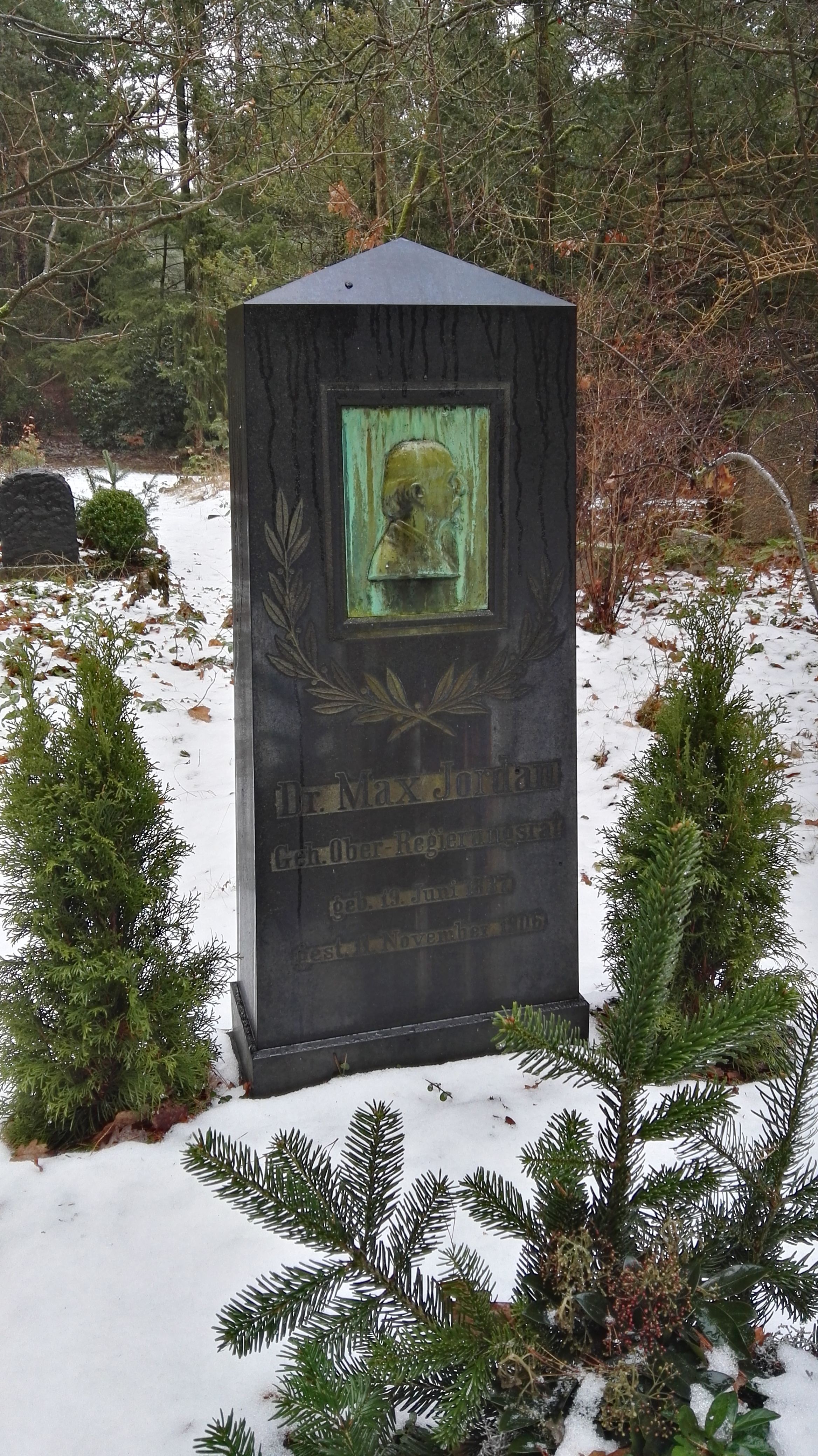
Ehrengrab von Max Jordan auf dem Südwestkirchhof Stahnsdorf

Nach dem Tode seiner Frau legte er 1895 aus gesundheitlichen Gründen sämtliche Ämter nieder. 1897 heiratete er Hedwig Torges, geb. Köppe.
Max Jordan starb im November 1906 im Alter von 69 Jahren in Steglitz bei Berlin. Er wurde auf dem Alten St.-Matthäus-Kirchhof in Schöneberg beigesetzt. Im Zuge der von den Nationalsozialisten 1938/1939 durchgeführten Einebnungen auf dem Friedhof wurden Jordans sterbliche Überreste auf den Südwestkirchhof Stahnsdorf umgebettet. Der dortige Grabstein trägt ein von Hugo Lederer geschaffenes Porträtrelief.
Auf Beschluss des Berliner Senats ist die letzte Ruhestätte von Max Jordan (Grablage: Block Trinitatis, Feld 21, W.162) seit 1999 als Ehrengrab des Landes Berlin gewidmet. Die Widmung wurde im Jahr 2021 um die übliche Frist von zwanzig Jahren verlängert.

## Rezeption
Neben seinen Veröffentlichungen zu den alten und antiken Meistern publizierte Jordan auch Monographien zu Janus Genelli, Julius Schnorr von Carolsfeld und anderen neueren deutschen Künstlern, die er unterstützte und förderte.

## Schriften
als Autor
- Versuch zur Einigung der beiden deutschen Stenographie-Systeme, Dresden 1852.
- Untersuchungen über das Malerbuch des Leonardo da Vinci. Leipzig 1873.

als Bearbeiter
- History of painting in Italy
- Joseph Archer Crowe, Giovanni Battista Cavalcaselle: History of painting in North Italy. 6 Bände. Leipzig 1869/1874.
- Joseph Archer Crowe: Life of Titian. 1877.

als Herausgeber
- Album der Nationalgalerie.
- Friedrich Preller der Jüngere, Tagebücher des Künstlers, herausgegeben und biographisch vervollständigt von Max Jordan, München 1904.